# Pavel Steidl
Pavel Steidl (* 14. Juni 1961 in Rakovník, Tschechoslowakei) ist ein tschechischer Konzertgitarrist.

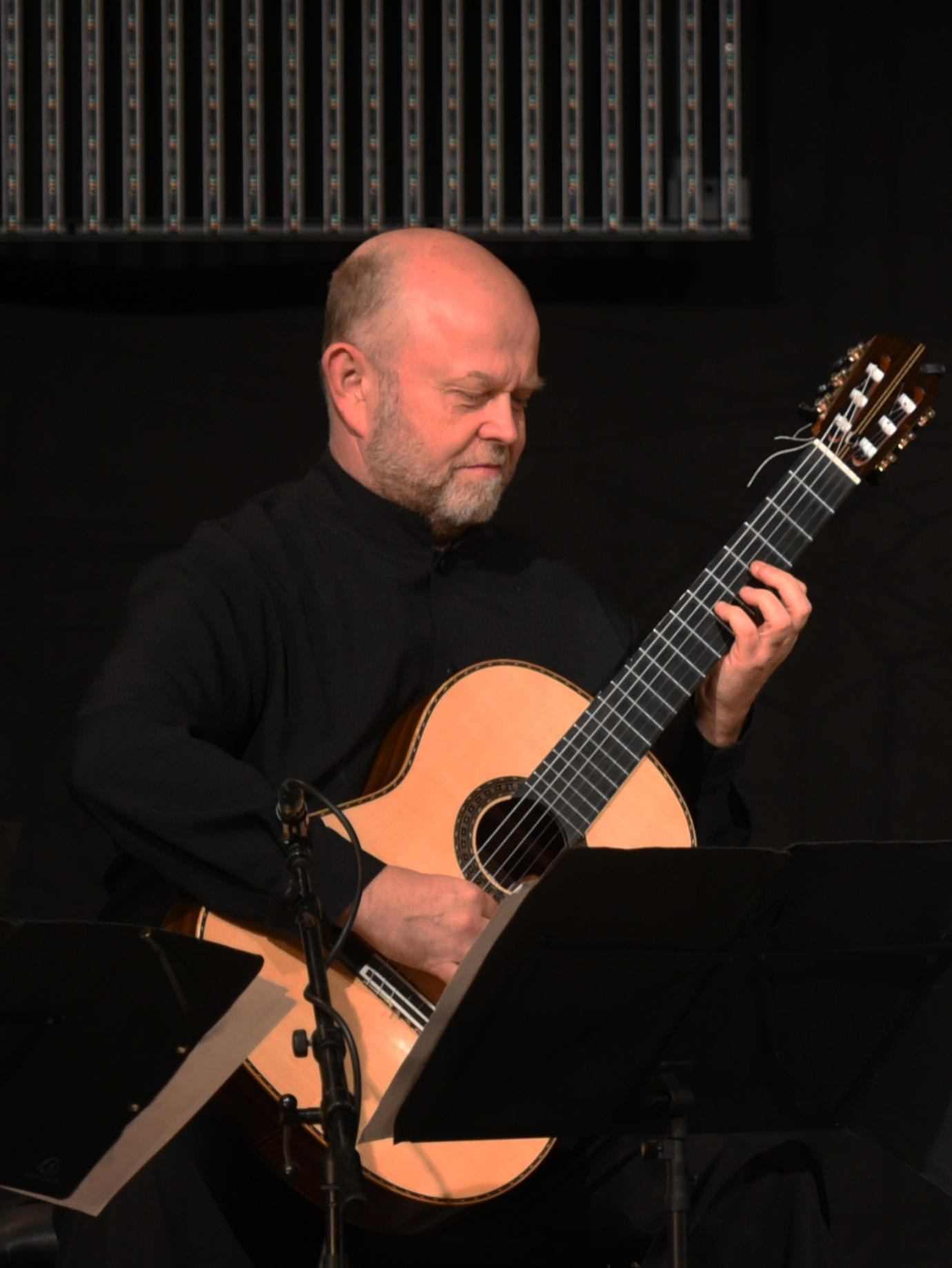
Pavel Steidl beim Hamburger Gitarrenfestival 2018

Nachdem er den bezüglich seiner Vergabe damals umstrittenen ersten Preis auf dem 24. Internationalen Gitarren-Wettbewerb des Senders Radio France in Paris 1982 gewonnen hatte, begann er seine Karriere als professioneller Musiker. Zudem ist er Gründungsmitglied des European Guitar Quartet (zusammen mit Zoran Dukić, Thomas Fellow und Reentko Dirks).
Er spielt moderne Instrumente, aber auch Romantikgitarren (sowohl Nachbauten als auch Originalinstrumente). Steidl lebt in Tschechien.